# Fachkompetenz
Unter Fachkompetenz oder fachlicher Kompetenz (auch: Sachkompetenz, englisch Hardskill) versteht man die Fähigkeit von Arbeitskräften, berufstypische Aufgaben und Sachverhalte den theoretischen Berufsbeschreibungen gemäß selbständig und eigenverantwortlich bewältigen zu können. Es handelt sich um eine Handlungskompetenz mit entsprechendem Kontextwissen.
Die Norm ISO 9000 definiert das Wort „Kompetenz“ als: „Fähigkeit, Wissen und Fertigkeiten anzuwenden, um beabsichtigte Ergebnisse zu erzielen.“ Diese Definition ist in einige andere ISO-Normen übernommen worden. Der dadurch beschriebene Begriff einer fachlichen Kompetenz wird sowohl auf Personen als auch auf organisatorische Einheiten angewendet.

## Allgemeines
Die hierzu erforderlichen Fertigkeiten und Kenntnisse bestehen hauptsächlich aus Erfahrung, Verständnis fachspezifischer Fragen und Zusammenhänge, sowie der Fähigkeit, diese Probleme technisch einwandfrei und zielgerecht zu lösen. Voraussetzung ist in der Regel eine entsprechende Ausbildung oder Qualifikation. In den Curricula der Handwerkausbildungen wird unter dem Begriff Fachkunde die zugehörige Ausbildungsliteratur verstanden.
Im Jahre 1995 definierte die Kultusministerkonferenz die Fachkompetenz als „die Bereitschaft und Fähigkeit, auf der Grundlage fachlichen Wissens und Könnens Aufgaben und Probleme zielorientiert, sachgerecht, methodengeleitet und selbständig zu lösen und das Ergebnis zu beurteilen“. Schlüsselbegriffe der Fachkompetenz sind danach Zielorientierung, Sachgerechtheit (Gegenstandsbezogenheit), Methodenkompetenz, Selbständigkeit und die Fähigkeit zu situationsgerechter Anwendung und Ergebnisbeurteilung. Davon zu unterscheiden ist noch die Methodenkompetenz.

## Fachkunde und Sachkunde
Die Fach-  bzw. Sachkunde umfasst:
- das Fachwissen im eigentlichen Sinne
  - Kenntnis der fachspezifischen Ausdrücke und Fachtermini (Fachsprache).
  - Kenntnis der fachspezifischen Methoden und Verfahren, Arbeitsmittel und Materialien und deren sachgemäße Verwendung.
  - Kenntnis der in einem Fach behandelten Themen und Sachverhalte (Sachkunde, Überblick über das ganze Fachgebiet).
  - Kenntnis der das Sachgebiet betreffenden Standards und des Rechtsrahmens.
- Kenntnis der vom Umgang mit der Sache ausgehenden Gefahren und Risiken sowie der daraus resultierenden Vorsichts-, Schutzmaßnahmen und Vorkehrungen und das Bewusstsein der Verantwortung und Haftung.

Fachkompetenz heißt, in der Lage zu sein, die einschlägigen Fachkenntnisse und Fertigkeiten in sachbezogenen Fällen anzuwenden.
Im deutschen Recht wird unter Sachkunde der durch eine Kenntnisprüfung erbrachte Nachweis zu einem bestimmten Fachgebiet verstanden. Im Gegensatz dazu steht die Fachkunde, bei welcher nur das Wissen vorhanden sein muss. Dieses muss nicht in einer Prüfung nachgewiesen werden, siehe hierzu Experte#Rechtsfragen.

## Beispiele für Fachkompetenz
- Von technischen Zeichnern erwartet man die Fachkompetenz zum technischen Zeichnen.
- Von Installateuren wird die Fachkenntnis zur Einrichtung sanitärer Anlagen erwartet.
- Wirtschaftsingenieure müssen zur Ausübung ihres Berufes über interdisziplinäre Fachkompetenz verfügen.

In der Personalwirtschaft versteht man unter der Fachkompetenz (auch Sachkompetenz) die Fähigkeit, im Beruf Aufgaben und Sachverhalte – den theoretischen Anforderungen gemäß – selbständig und eigenverantwortlich zu bewältigen. Die hierzu erforderlichen Fertigkeiten und Kenntnisse bestehen hauptsächlich aus Erfahrung (Routine), Verständnis fachspezifischer Fragestellungen und Zusammenhänge sowie der Fähigkeit, diese Probleme technisch einwandfrei und zielgerecht zu lösen.
Ein Nachweis dieser Fachkompetenz ist daher unerlässlich. Nachweise sind z. B. ein entsprechendes Diplomzeugnis oder ein erfolgreicher Abschluss zum Personalfachkaufmann.
Viele wissenschaftliche Fachgebiete setzen den Erwerb wissenschaftlicher Fachkenntnisse und den Nachweis einer entsprechenden Qualifikation voraus. Aber nicht nur in der Wissenschaft ist Fachkompetenz eine zwingende Voraussetzung zur Ausübung des gewählten Berufs.
Der Fachkompetenz gegenüber steht die sogenannte Alltagskompetenz, die zur Bewältigung des täglichen Lebens – des Alltags – benötigt wird.
Wer im Alltag Brot backen kann (z. B. für sich selbst), besitzt nicht automatisch die Fachkompetenz eines gelernten Bäckers. Die von einem Fachmann einzuhaltenden Hygienebestimmungen beispielsweise oder Informationen zur Haltbarkeit von Backgut sind in der Regel nur demjenigen bekannt, der eine qualifizierte Ausbildung abgeschlossen hat.

## Feldkompetenz
Unter Feldkompetenz versteht man das fundierte Wissen auf einem bestimmten Gebiet oder Fach. Hierzu zählen neben dem erforderlichen fachlichen Grundlagenwissen auch weiterreichende Kenntnisse, die in diesem spezifischen Gebiet zum Einsatz kommen können.
Beispiele: Supervision bei der Ausbildung von bestimmten Berufen. Beratung bei der Ausbildung.

## Beispiele für Fachkompetenz in speziellen Sachbereichen
- Handlungskompetenz
- Soziale Kompetenz
- Kernkompetenz
- Methodenkompetenz
- Personale Kompetenz oder Humankompetenz
- Medienkompetenz
  - Internet-Kompetenz
  - Informationskompetenz
- Lese- und Schreibkompetenz
- Inkompetenzkompensationskompetenz
- Interkulturelle Kompetenz
- Kompetenz und Performanz in der Sprachwissenschaft
- Durchführungskompetenz, Führungskompetenz (Leitungskompetenz)
- Kompetenzkompetenz
- Verkehrskompetenz

## Bedeutung
Fachkompetenz ist in allen Berufen notwendig und stellt keinen Bestandteil der Allgemeinbildung dar. Im Personalwesen ist sie ein Beurteilungskriterium bei der Mitarbeiterbewertung. Mit Hilfe der Fachkompetenz steigen die Arbeitsqualität und damit die Produktqualität, sodass durch Fachkompetenz Fehlproduktion und Fehlerkosten minimiert werden und damit zur Gewinnmaximierung beitragen können. Wird Fachkompetenz durch Dritte bestätigt, kann dies zur Steigerung des Selbstbewusstseins beitragen.